# Zampina
La zampina (in dialetto pugliese zambìne /tsamˈbiːnə/) è un insaccato fresco, da consumarsi cotto, originario di Sammichele di Bari, in Puglia. È riconosciuto come Prodotto Agroalimentare Tradizionale (PAT) italiano e detiene il marchio De.C.O..

## Origini
L'origine della zampina è convenzionalmente datata al XVII secolo, in occasione della fondazione del Casale San Michele; secondo la tradizione essa fu inizialmente prodotta con la carne ovina proveniente da pecore che non avevano figliato. Per la realizzazione dell'insaccato si utilizzavano le budella ovine, le quali venivano rovesciate e opportunamente lavate. Alla carne tritata, veniva aggiunta la mollica di pane bagnata, il formaggio, il timo selvatico e il sale.
Il nome del prodotto richiama quello del sostegno di ferro sul quale anticamente veniva cotta: ovvero uno spiedo lungo e sottile avente un'estremità a forma di Y, e pertanto simile alla zampa di un animale.

## Preparazione e consumo

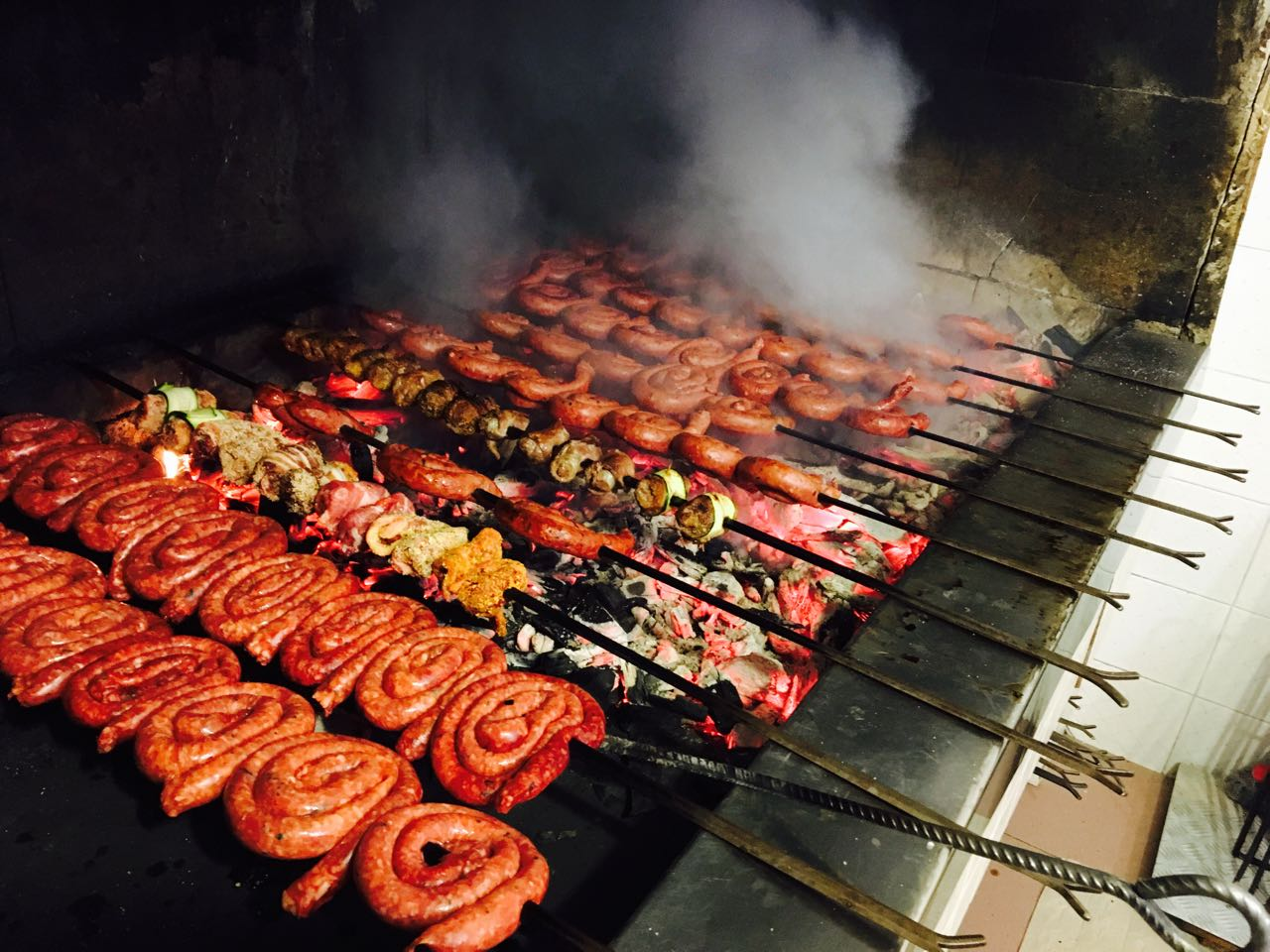
Cottura rotelle di Zampina.

In base al disciplinare di produzione la “zampina di Sammichele di Bari” è ottenuta insaccando carne bovina e ovina, finemente macinata e amalgamata, addizionata di formaggio stagionato grattugiato, filetto di pomodoro pelato, sale, pepe macinato e basilico fresco.
Generalmente, essa è tagliata in porzioni lunghe circa 30 cm, arrotolate a spirali da 2 o 3 spire, le cosiddette "rotelle". È commercializzata già arrotolata, sotto forma di prodotto sfuso o, soprattutto nei canali di grande distribuzione, in vaschette ad atmosfera controllata. Il prodotto deve essere conservato in frigorifero e viene avviato a cottura entro qualche giorno. 
La cottura tradizionale è alla brace, tipicamente attraverso l'ausilio di lunghi spiedi metallici. Per uso domestico è frequente anche la cottura in padella. Viene solitamente servita impiattata, accompagnata da contorni di verdure cotte o crude o, talvolta, da latticini. Soprattutto in contesti come sagre e feste patronali o come cibo di strada non è inusuale che venga servita all'interno di panini, talvolta accompagnata da salse.

## Promozione e valorizzazione
Sebbene la produzione della zampina sia oggi diffusa in una più vasta area della Puglia e in particolare nel sud-est barese, il prodotto costituisce una peculiarità di Sammichele di Bari, dove a fine settembre, dal 1967, si tiene la Sagra della zampina, del bocconcino e del buon vino. Dino Bianco, docente universitario di chimica organica e promotore della valorizzazione del territorio sammichelese, nel 1969 dedicò alla zampina una lirica, che celebrava nell'abbraccio delle "spire tenere e calde" dell'insaccato, le peculiarità del territorio e, in generale, della Murgia.
Nel 2020, è stato costituito il Comitato Promotore per il riconoscimento del marchio IGP della Zampina di Sammichele di Bari, presso la Comunità Europea, composto dal Comune di Sammichele di Bari, dalla Pro Loco Dino Bianco, dal Centro Studi di Storia Cultura e Territorio, dal G.A.L. Terra dei Trulli e di Barsento e da tutti i macellai di Sammichele di Bari.